# Lorenzo Gioielli
Lorenzo Gioielli (Roma, 31 luglio 1961) è un attore, regista e scrittore italiano.

## Biografia
Nato a Roma nel 1961, frequenta la Bottega Teatrale di Firenze diretta da Vittorio Gassman e Giorgio Albertazzi nei primi anni ottanta. Scopre tardivamente l'amore per la regia e soprattutto per la scrittura. Nel 2004 vince ex aequo il Premio Gran Giallo Città di Cattolica con il racconto Matteo 19, 14. Lasciate che i bambini vengano a me. Il suo esordio nella narrativa è nel 2005, con il libro 59  minuti.
È attualmente il direttore artistico dell'Accademia Stap Brancaccio, scuola di recitazione, drammaturgia e regia del Teatro Brancaccio.

## Teatrografia parziale

### Autore o regista
- Paura d'amare (2007)
- 15 marzo 44 a.C. (2009)
- Agostino (2010)
- My love (2010)
- Matteo, 19,14 (2012)
- Nero - Nerone 12 ottobre 64 d.C. (2011)
- Non c è tempo amore (2011)
- Oscar e la dama in rosa (2012)
- Tortuga (2014)
- Corso involontario per l'uso di evidenti debolezze (2015)
- Vita, morte e miracoli (2014)
- Lassù (2016)
- Il segreto del teatro (2017)
- La notte poco prima delle foreste (2018)
- Jannacci e dintorni (2024)

## Filmografia

### Attore

#### Cinema
- Dèmoni 2... L'incubo ritorna, regia di Lamberto Bava (1986)
- L'orizzonte degli eventi, regia di Daniele Vicari (2005)
- L'amico di famiglia, regia di Paolo Sorrentino (2006)
- Il divo, regia di Paolo Sorrentino (2008)
- La doppia ora, regia di Giuseppe Capotondi (2009)
- Romanzo di una strage, regia di Marco Tullio Giordana (2012)
- La grande bellezza, regia di Paolo Sorrentino (2013)
- Smetto quando voglio, regia di Sydney Sibilia (2014)
- Mia madre, regia di Nanni Moretti (2015)
- Veloce come il vento, regia di Matteo Rovere (2016)
- Blue Kids, regia di Andrea Tagliaferri (2017)
- Io sì, tu no - cortometraggio (2017)
- Io c'è, regia di Alessandro Aronadio (2018)
- Loro, regia di Paolo Sorrentino (2018)
- D.N.A. - Decisamente non adatti, regia di Lillo & Greg (2020)
- Divorzio a Las Vegas, regia di Umberto Carteni (2020)
- Io sono Babbo Natale, regia di Edoardo Falcone (2021)
- Vecchie canaglie, regia di Chiara Sani (2022)
- Esterno notte, regia di Marco Bellocchio (2022)
- Siccità, regia di Paolo Virzì (2022)
- Eterno visionario, regia di Michele Placido (2024)
- La vita da grandi, regia di Greta Scarano (2025)

#### Televisione
- Cinecittà Cinecittà, regia di Vittorio De Sisti - miniserie TV (Rai 2, 1985)
- Due madri per Rocco - film TV (1994)
- L'avvocato delle donne - serie TV (1997)
- Le madri, regia di Angelo Longoni - film TV (1999)
- Il maresciallo Rocca - serie TV, episodio 4x05: "Veleni" (2003)
- Sospetti 2 - serie TV (2003)
- Part Time, regia di Angelo Longoni - film TV (2004)
- Un posto al sole - soap opera (2009-2010)
- Romanzo criminale - La serie - serie TV (2009)
- 1992, regia di Giuseppe Gagliardi - serie TV, episodio 1x07 (2015)
- Squadra mobile, regia di Alexis Sweet – serie TV, episodio 1x10 (2015)
- Fabrizio De André - Principe libero - film TV (2018)
- Immaturi - La serie, regia di Rolando Ravello - serie TV (2018)
- Come quando fuori piove - serie TV (2018) - voce Alfredo
- Io sono Mia, regia di Riccardo Donna - film TV (2019)
- Io ti cercherò, regia di Gianluca Maria Tavarelli - serie TV, 3 episodi (2020)
- Chiamami ancora amore, regia di Gianluca Maria Tavarelli - miniserie TV, episodi 1x01, 1x05 (2021)
- Doc - Nelle tue mani - serie TV, episodi 2x13 e 2x14 (2022)
- Corpo libero, regia di Cosima Spender e Valerio Bonelli - serie Paramount+, 3 episodi (2022)
- Il nostro generale, regia di Lucio Pellegrini e Andrea Jublin – serie TV (2023)

### Sceneggiatore
- Un anno a primavera (2005)

## Scritti (parte)
- 59 minuti, Ed. Di Salvo, 2005
- ‘’Lettere agli amanti ‘’, Giulio Perrone editore, 2022